# Australian Open 2012 - Quad doppio
Anche quest'anno i vincitori sono stati Andrew Lapthorne e Peter Norfolk che hanno battuto in finale David Wagner e Noam Gershony con il punteggio di 6–4, 6–2.

## Tabellone

### Legenda
| - Q = Qualificato - WC = Wild card - LL = Lucky loser | - ALT = Alternate - SE = Special Exempt - PR = Protected Ranking | - w/o = Walkover - r = Ritirato - d = Squalificato |

### Finale
|  | Finale                         |                                |                                |                                |                                |   |   |  |
|  |                                |                                |                                |                                |                                |   |   |  |
|  | Andrew Lapthorne Peter Norfolk | Andrew Lapthorne Peter Norfolk | Andrew Lapthorne Peter Norfolk | Andrew Lapthorne Peter Norfolk | Andrew Lapthorne Peter Norfolk | 6 | 6 |  |
|  | David Wagner Noam Gershony     | David Wagner Noam Gershony     | David Wagner Noam Gershony     | David Wagner Noam Gershony     | David Wagner Noam Gershony     | 4 | 2 |  |